# Cunnilingus

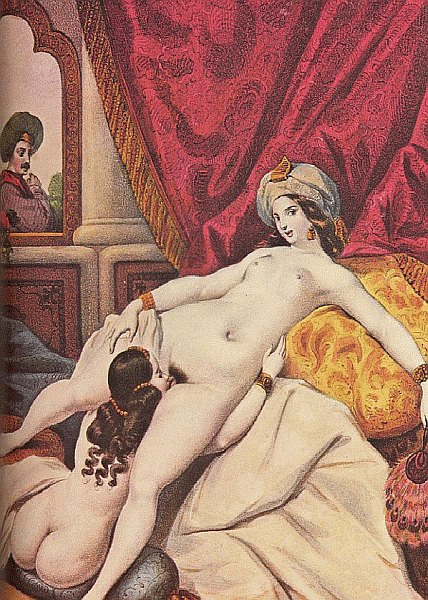
Vyobrazení cunnilingu na ilustraci Achilla Devérii (1840)

Cunnilingus (z latinského cunnus – vulva, lingere – lízat) je druh orálního sexu, při kterém dochází ke stimulování vnějších pohlavních orgánů ženy jazykem, rty či ústy. K této stimulaci dochází v oblasti klitorisu, vulvy a v některých případech jazyk proniká i do vchodu pochvy. Pokud není během orálního sexu partnerka penetrována prsty, nemůže dojít k porušení panenské blány. Během orálního sexu může dojít k průniku poševního sekretu do úst aktivního partnera, což s sebou může v případě onemocnění pasivního partnera nést nebezpečí přenosu pohlavních nemocí (jako např. HIV, žloutenka, Chlamydiová infekce, lidský papilomavirus, kvasinkové infekce, kapavka atd.) a i opačně, například kapavka může přežívat i v krku a následně se orálně přenést na rodidla ženy.